# Tony Jousset
Pour les articles homonymes, voir Jousset.
Tony Jousset (né le 3 décembre 1973 à Angers) est un coureur cycliste français, actif dans les années 1990 et 2000.

## Biographie
Tony Jousset évolue chez les professionnels en 1999 dans la petite équipe Besson Chaussures-Nippon-Hodo,. Quinzième du Tro Bro Leon, il redescend au niveau amateur dès l'année suivante, où il court jusqu'en 2003.
Après sa carrière sportive, il travaille comme mécanicien de cycles dans un magasin à Angers.

## Palmarès
- 1996
  - 2e du Tour du Canton de Dun-le-Palestel
  - 3e du Circuit de Vendée
- 1997
  - Grand Prix de Montamisé
  - 2e du Tour de Gironde
  - 3e des Trois Jours des Mauges